# Gaston Escudé
Pour les articles homonymes, voir Escudé.
Gaston Escudé est un homme politique français, membre du Parti socialiste
- Maire de Cazères de 1989 à 2008
- conseiller général de 1978-2008 du Canton de Cazères d'où il démissionne en 2008 à la suite d'une affaire juridique appelé « l'affaire du cinéma ».
- Vice-Président du Conseil Général chargé des Actions Économiques. (Membre de la 4e commission)
- Président du SIVOM de Cazères.
- Vice-Président du Syndicat Mixte d'Études et d'Aménagement de la Garonne.